# Fabian Linder
Fabian Linder (* 1996) ist ein Schweizer Unihockeyspieler.

## Karriere
Linder begann seine Karriere beim UHC Thun. Während der Saison 2016/17 konnte er erstmals Luft in der Nationalliga A schnuppern. Nach Ablauf der Saison 2016/17 gab der UHC Thun bekannt, dass Linder in der Saison 2017/18 für die erste Mannschaft auflaufen wird.
Nach zwei Saisons bei den Thunern verliess er den Verein und schloss sich dem 2.-Liga-Vertreter UHT Tornados Frutigen an.